# S.Y.K 〜新説西遊記〜
『S.Y.K 〜新説西遊記〜』（エスワイケー しんせつさいゆうき）は、2009年8月20日にアイディアファクトリー（オトメイト）から発売されたPS2用恋愛アドベンチャーゲームで、西遊記をモチーフとした乙女ゲーム作品。
2010年3月11日にファンディスク『S.Y.K 〜蓮咲伝〜』が発売。同年7月29日にPSP版『S.Y.K 〜新説西遊記〜 Portable』が発売。2011年4月21日にPSP版『S.Y.K 〜蓮咲伝〜 Portable』が発売。

## ストーリー
〜新説西遊記〜 玄奘編
時は、後に唐と呼ばれることになる時代の中国。天界、冥界、地上界の境目が曖昧となり、冥界からやってきた凶暴化した妖怪たちが人間たちを虐げる、混沌とした世になっていた。小さな寺院でひっそりと暮らしていた主人公の前にはある日突然天界の仙人である、観音菩薩が現れる。観音菩薩によると、主人公の手のひらにうまれた時からある、その痣のような紋章は三蔵法師の証であるというのだ。三蔵法師とは、圧政や貧困に陥った当世を救う救世主として伝承されている者の名前。突飛な話に戸惑うが、元々乱世に心を痛めていた主人公は、世を救う書物であるとされる【経典】を得るため、天竺行きを決心する。旅の共として出会った悟空、八戒、悟浄、玉龍。一筋縄ではいかない個性を持った彼らを扱うのは、至難の業だった。日に日にため息をつく回数が増え、次から次へと起こるトラブルを解決したり、しなかったりしながら旅を続ける主人公。天竺に近づくにつれ、明かされていく旅の真の目的とは。地上界だけではなく、天界も冥界も巻き込む【三蔵法師の旅】の意味は何か。数々の事件に巻き込まれながら、一行は真実を求めて天竺を目指す。

## 登場人物

### メインキャラクター
玄奘（げんじょう）
声 - 無し
本作の主人公（名前変更不可）。旅の仲間に振り回されっぱなしで良くも悪くも大胆さが身についていく。
悟空（ごくう）
声 - 諏訪部順一
めんどくさい、が口癖の怠け者。体力がなくすぐ貧血でぶっ倒れる。常に無気力だが案外頭脳派。ニートになる（戻る）のが夢。
八戒（はっかい）
声 - 羽多野渉
ノリの軽い軟派者。おちゃらけた態度が目立つが女性に対しては紳士的な一面も見せる。運命を感じた女性は、星の数ほど。
悟浄（ごじょう）
声 - 近藤孝行
右目が灰色で左目が赤のオッドアイを持つ青年。生真面目で正義感が強く、主人公のことも気遣ってくれる。酒を飲むと性格が変貌する。
玉龍（ぎょくりゅう）
声 - 宮田幸季
主人公のことを敬愛し、主人公を守るためだけに行動する。他のことにはまるで興味はない。しかし、何故か動物に好かれやすい。

### サブキャラクター
顕聖二郎真君（けんせいじろうしんくん）
声 - 森川智之
天界の仙人。いちいち羽を舞い散らして登場し、主人公一行にちょっかいをかけるのが趣味。
木叉（きさ）
声 - 浦田優
天界の仙人で、顕聖二郎真君の部下。情報収集を得意とする。上司である二郎真君に困らされる苦労人。
観音菩薩（かんのんぼさつ）
声 - 木村はるか
天界で高い地位についている人物。主人公一行をサポートしてくれる。
蘭花（らんふぁん）
声 - 近藤隆
偽三蔵一行のトップ。金閣・銀閣の姉弟を従わせている。
金閣（きんかく）
声 - 高橋あみか
蘭花の従者1。銀閣の姉。登場の仕方といい派手好き。弟には頭を悩ませている。
銀閣（ぎんかく）
声 - 仲村水希
蘭花の従者2。金閣の弟。気弱な平和主義者。姉には頭を悩ませている。
牛魔王（ぎゅうまおう）
声 - 遠藤大輔
冥界の王。
紅孩児（こうがいじ）
声 - 須藤翔
牛魔王の息子。
ナタク
声 - 村上和也
正体不明の青年。

### 蓮咲伝
釈迦如来（しゃかにょらい）
声 - 小嶋一成
天界・冥界・地上のどの世界にも属さない、万物の根源と言われる存在。
斉天大聖（せいてんたいせい）
声 - 興津和幸
二郎真君の幼馴染であり、天界でも高い地位にいる仙人。

## 主題歌

### S.Y.K 〜新説西遊記〜
オープニングテーマ1「RISE」
作詞 - RIKIYA TAKAMI / 作曲 - SATOSHI ONO / 編曲・歌 / CRUES NOVER
オープニングテーマ2「S.Y.K」
作詞・歌 - mao / 作曲・編曲 - chokix
エンディングテーマ「Departure」
歌 - mao

### S.Y.K 〜蓮咲伝〜
オープニングテーマ「ココにいる。」
作詞・歌 - mao / 作曲 - 黒須克彦 / 編曲 - 東タカゴー
挿入歌「恋の疾走」
作詞 - RIKIYA TAKAMI / 作曲 - SATOSHI ONO / 編曲・歌 - CRUES NOVER

## 関連商品

### 書籍
- S.Y.K 〜新説西遊記〜 公式ビジュアルファンブック（2009年10月2日発売、ISBN 978-4-04-726061-0）

### CD
- S.Y.K 〜新説西遊記〜 オリジナルサウンドトラック（2009年9月30日発売、KDSD-00306）
- S.Y.K 〜新説西遊記〜 ドラマCD「奪え!伝説のゴマ団子! 〜高級安眠枕も忘れるな〜」（2009年10月21日発売、KDSD-00310）
- S.Y.K〜新説西遊記〜 キャラクターソング ミニアルバム（2010年5月26日発売、LACA-15024）
- S.Y.K〜新説西遊記〜 ドラマCD「曼珠沙華の夢はなびら、塵となり」（2011年6月22日発売、KDSD-00475）